# Perla Nera
La Perla Nera (Black Pearl in inglese) è una nave fittizia presente nella saga cinematografica Pirati dei Caraibi.
È il veliero del capitan Jack Sparrow ed è nota per le sue vele nere e per la singolare velocità, che la rende in grado di tenere testa all'Olandese Volante.

## Descrizione
La Perla Nera è concepita come un fantasioso incrocio tra un galeone e un east indiaman ed è nota come "la nave dalle vele nere" proprio per questa sua particolarità; la sua straordinaria velocità, che la rende superiore persino all'Interceptor - la nave più veloce della Marina britannica - deriva dalla presenza dei remi. L'imbarcazione possiede inoltre trentadue cannoni, sedici per fiancata.
Durante il comando di Hector Barbossa la ciurma è vittima di una maledizione derivante dall'aver trafugato dell'oro azteco e anche la nave ne subisce gli effetti: dovunque andasse essa era infatti avvolta da una fitta nebbia, che ne preannunciava l'arrivo.

## Storia

### LaWicked Wench
In La vendetta di Salazar si racconta che la nave era originariamente un galeone pirata chiamato Wicked Wench il quale, insieme ad una piccola flotta, partecipò alla battaglia contro la Silent Mary del capitano Armando Salazar, un ufficiale della Marina spagnola che si era posto l'obiettivo di sterminare tutti i pirati. Durante la battaglia il capitano della Wench rimase vittima di un incidente mortale: fu così che egli lasciò a Jack la sua bussola e il comando della nave, al timone della quale riuscì con un'astuta manovra ad imbrogliare Salazar e a far sì che lui e la sua ciurma andassero a schiantarsi all'interno di una grotta al centro del Triangolo del Diavolo. Jack divenne così il capitano della Wicked Wench per poi perderla in circostanze sconosciute.
Nel libro Pirates of the Caribbean: The Price of Freedom si racconta che la Wicked Wench divenne un mercantile della Compagnia britannica delle Indie orientali sotto le direttive di Cutler Beckett, direttore degli affari nell'Africa occidentale. Jack, divenuto dipendente della Compagnia, riottenne il comando della nave per aver salvato un carico di merci del Fair Wind da un attacco di pirati; dopo che egli trasgredì agli ordini di Beckett liberando un carico di cento schiavi, tuttavia, la nave venne incendiata e affondata per ordine dello stesso Beckett. Jack riottenne la Wench stringendo un patto con Davy Jones, che in cambio della sua anima lo rese capitano per tredici anni: riottenuta la nave, Jack la ribattezzò Perla Nera per via del suo aspetto carbonizzato.

### LaPerla Nera
Dopo nemmeno due anni, tuttavia, Jack subì un ammutinamento guidato dal suo primo ufficiale, l'infido e sleale Barbossa, che divenne il nuovo capitano; per tutto il primo film, La maledizione della prima luna, il principale obiettivo di Jack sarà proprio quello di rientrare in possesso della nave e vendicarsi di Barbossa.
In La maledizione del forziere fantasma Jack è di nuovo capitano della Perla ma in seguito ad una violenta battaglia contro il Kraken, mostruosa creatura controllata da Jones, la nave viene affondata assieme al suo capitano, colpevole di non aver onorato il suo patto. Jack e la Perla vengono dunque confinati in una sorta di limbo nello Scrigno di Jones.
In Ai confini del mondo la Perla viene recuperata insieme al suo capitano per poi essere utilizzata nella battaglia decisiva contro l'Olandese Volante. Alla fine del film Barbossa riesce a rubare di nuovo la nave lasciando Jack e Gibbs a Tortuga.
In Oltre i confini del mare Barbossa ha perso la Perla in seguito ad uno scontro con Barbanera, che ha imprigionato la nave all'interno di una bottiglia di vetro tramite una maledizione. Alla fine del film Gibbs riesce a prendere la bottiglietta contenente la Perla e insieme a Jack cerca di trovare un rimedio per rompere la maledizione. Non trovando alcun modo per liberare la nave, Jack Sparrow conserva la bottiglia con la Perla.
In La vendetta di Salazar la nave viene liberata dalla bottiglia da Barbossa e verrà utilizzata da quest'ultimo e da Jack per recuperare il Tridente di Poseidone e sconfiggere Salazar: alla fine della battaglia, in seguito al sacrificio di Hector, Jack torna finalmente al comando della Perla con Gibbs, Scrum, Marty e la scimmia Jack al suo fianco.